# Örn Clausen
Örn Clausen (Islandia, 8 de noviembre de 1928-12 de diciembre de 2008) fue un atleta islandés especializado en la prueba de decatlón, en la que consiguió ser subcampeón europeo en 1950.

## Carrera deportiva
En el Campeonato Europeo de Atletismo de 1950 ganó la medalla de plata en la competición de decatlón, con un total de 7297 puntos, tras el francés Ignace Heinrich (oro con 7364 puntos que fue récord de los campeonatos) y por delante del sueco Kjell Tannander (bronce con 7175 puntos).